# Skate America de 1983
O Skate America de 1983 foi a quarta edição do Skate America, um evento anual de patinação artística no gelo organizado pela Associação dos Estados Unidos de Patinação Artística (em inglês:  United States Figure Skating Association). A competição foi disputada na cidade de Rochester, Nova Iorque, Estados Unidos.

## Eventos
- Individual masculino
- Individual feminino
- Duplas
- Dança no gelo

## Medalhistas
| Evento                        | Ouro                                                 | Prata                                      | Bronze                                          |
| Individual masculino detalhes | Brian Boitano · Estados Unidos                       | Rudi Cerne · Alemanha Ocidental            | Bobby Beauchamp · Estados Unidos                |
| Individual feminino detalhes  | Tiffany Chin · Estados Unidos                        | Jill Frost · Estados Unidos                | Kelly Webster · Estados Unidos                  |
| Duplas detalhes               | Kitty Carruthers · Peter Carruthers · Estados Unidos | Jill Watson · Burt Lancon · Estados Unidos | Melinda Kunhegyi · Lyndon Johnston · Canadá     |
| Dança no gelo detalhes        | Elisa Spitz · Scott Gregory · Estados Unidos         | Kelly Johnson · John Thomas · Canadá       | Wendy Sessions · Stephen Williams · Reino Unido |

## Resultados

### Individual masculino
| Pos.              | Nome                |
| ----------------- | ------------------- |
| Medalha de ouro   | USA Brian Boitano   |
| Medalha de prata  | FRG Rudi Cerne      |
| Medalha de bronze | USA Bobby Beauchamp |
| 4                 |                     |
| 5                 |                     |
| 6                 | CAN Gordon Forbes   |
| 7                 |                     |
| 8                 | CAN Kevin Parker    |
| ...               |                     |

### Individual feminino
| Pos.              | Nome              |
| ----------------- | ----------------- |
| Medalha de ouro   | USA Tiffany Chin  |
| Medalha de prata  | USA Jill Frost    |
| Medalha de bronze | USA Kelly Webster |
| 4                 |                   |
| 5                 | CAN Cynthia Coull |
| 6                 |                   |
| 7                 |                   |
| 8                 |                   |
| 9                 |                   |
| 10                |                   |
| 11                |                   |
| 12                |                   |
| 13                | CAN Monica Lipson |
| ...               |                   |

### Duplas
| Pos.              | Nome                                    |
| ----------------- | --------------------------------------- |
| Medalha de ouro   | USA Kitty Carruthers / Peter Carruthers |
| Medalha de prata  | USA Jill Watson / Burt Lancon           |
| Medalha de bronze | CAN Melinda Kunhegyi / Lyndon Johnston  |
| 4                 | USA Gillian Wachsman / Robert Daw       |
| 5                 | CAN Katherina Matousek / Lloyd Eisler   |
| ...               |                                         |

### Dança no gelo
| Pos.              | Nome                                 |
| ----------------- | ------------------------------------ |
| Medalha de ouro   | USA Elisa Spitz / Scott Gregory      |
| Medalha de prata  | CAN Kelly Johnson / John Thomas      |
| Medalha de bronze | GBR Wendy Session / Stephen Williams |
| 4                 |                                      |
| 5                 |                                      |
| 6                 |                                      |
| 7                 |                                      |
| 8                 | USA Susan Wynne / Joseph Druar       |
| 9                 | CAN Karen Taylor / Robert Burk       |
| ...               |                                      |

## Quadro de medalhas
| Ordem | País               | Medalha de ouro | Medalha de prata | Medalha de bronze |    | Ordem por total |
| ----- | ------------------ | --------------- | ---------------- | ----------------- | -- | --------------- |
| 1     | Estados Unidos     | 4               | 2                | 2                 | 8  | 1               |
| 2     | Canadá             |                 | 1                | 1                 | 2  | 2               |
| 3     | Alemanha Ocidental |                 | 1                |                   | 1  | 3               |
| 4     | Reino Unido        |                 |                  | 1                 | 1  | 3               |
| TOTAL | TOTAL              | 4               | 4                | 4                 | 12 | —               |